# Marian Rojek (duchowny)
Marian Rojek (ur. 9 kwietnia 1955 w Rzeszowie) – polski duchowny rzymskokatolicki, doktor nauk teologicznych, rektor Wyższego Seminarium Duchownego w Przemyślu w latach 2001–2005, biskup pomocniczy przemyski w latach 2006–2012, biskup diecezjalny zamojsko-lubaczowski od 2012.

## Życiorys
Urodził się 9 kwietnia 1955 w Rzeszowie. Pochodzi z rodziny liczącej pięcioro dzieci. Jego młodszy brat Kazimierz również został księdzem. Ukończył I Liceum Ogólnokształcące im. ks. Stanisława Konarskiego w Rzeszowie. Po zdaniu egzaminu maturalnego w 1974 został przyjęty do Wyższego Seminarium Duchownego w Przemyślu. Studia w seminarium został zmuszony przerwać na dwa lata w celu odbycia służby wojskowej w jednostce kleryckiej w Bartoszycach. Święceń prezbiteratu udzielił mu 7 czerwca 1981 w katedrze przemyskiej biskup diecezjalny przemyski Ignacy Tokarczuk. W latach 1982–1987 odbył studia specjalistyczne z zakresu teologii dogmatycznej na Papieskim Uniwersytecie Gregoriańskim, uzyskując doktorat z teologii.
Po przyjęciu święceń kapłańskich przez rok był wikariuszem w parafii w Brzozowie. W 2000 papież Jan Paweł II nadał mu godność kapelana Jego Świątobliwości, a w 2005 arcybiskup Józef Michalik ustanowił go kanonikiem gremialnym przemyskiej kapituły metropolitalnej.
Od 1987 prowadził wykłady z teologii dogmatycznej w seminariach w Przemyślu i Sandomierzu. Ponadto w przemyskim seminarium zajmował stanowiska prefekta, wicerektora, a w latach 2001–2005 rektora.
21 grudnia 2005 papież Benedykt XVI prekonizował go biskupem pomocniczym archidiecezji przemyskiej ze stolicą tytularną Tisedi. Święcenia biskupie otrzymał 2 lutego 2006 w katedrze przemyskiej. Jego konsekratorem był Józef Michalik, arcybiskup metropolita przemyski, zaś współkonsekratorami: Kazimierz Górny, biskup diecezjalny rzeszowski, i kolega rocznikowy Jan Ozga, biskup w Kamerunie. Jako swoje zawołanie biskupie przyjął słowa „Eucharistia Panis Vitae” (Eucharystia Chlebem Życia).
30 czerwca 2012 został mianowany przez papieża Benedykta XVI biskupem diecezjalnym diecezji zamojsko-lubaczowskiej. 11 sierpnia 2012 odbył ingres do katedry w Zamościu, natomiast dzień później do konkatedry w Lubaczowie.
W ramach Konferencji Episkopatu Polski objął funkcje przewodniczącego Zespołu ds. Kontaktów z Przedstawicielami Kościoła Greckokatolickiego na Ukrainie oraz Bilateralnego Zespołu Katolicko-Prawosławnego. Został także członkiem Zespołu Pomocy Kościołowi na Wschodzie.

## Odznaczenia
W 2023 został odznaczony medalem „Milito Pro Christo”.